# Compsophorus ileantapes
Compsophorus ileantapes là một loài tò vò trong họ Ichneumonidae.